# Janusz Kubiakowski
Janusz Paweł Kubiakowski (ur. 15 stycznia 1946 w Kielcach, zm. 2 sierpnia 2023 w Komorowie) – polski urzędnik samorządowy i specjalista melioracji, w latach 1999–2002 członek zarządu województwa świętokrzyskiego.

## Życiorys
Syn Franciszka i Janiny. Zamieszkał w Komorowie w gminie Stąporków i Kielcach. Od 1972 zatrudniony w administracji samorządowej. Od 1979 pracował w Urzędzie Wojewódzkim w Kielcach kolejno na stanowiskach: inspektora wojewódzkiego, wicedyrektora i dyrektora urzędu oraz do 1998 dyrektora generalnego. Został także prezesem Stowarzyszenia Inżynierów i Techników Wodnych i Melioracyjnych w Warszawie.
Od 1970 był działaczem Zjednoczonego Stronnictwa Ludowego i następnie Polskiego Stronnictwa Ludowego. 1 stycznia 1999 został członkiem zarządu województwa, pozostał na stanowisku także w kolejnym zarządzie powołanym 22 października 2001. Odpowiadał m.in. za ochronę zdrowia, rolnictwo i kulturę, zakończył pełnienie funkcji 27 listopada 2002. Następnie od 2003 do 2012 był dyrektorem Świętokrzyskiego Zarządu Melioracji i Urządzeń Wodnych, po czym przeszedł na emeryturę. Kandydował bez powodzenia do rady powiatu koneckiego w 2006 i 2010.
Odznaczony Złotym i Srebrnym Krzyżem Zasługi, a także m.in. Medalem „Za zasługi dla Ruchu Ludowego” im. Wincentego Witosa.